# 红花天料木
红花天料木（学名：Homalium hainanense）为大风子科天料木属下的一个种。

## 扩展阅读
- 維基物種上的相關：红花天料木